# Балка Широка (притока Домоткані)
Балка Широка — балка (річка) в Україні у Верхньодніпровському районі Дніпропетровської області. Права притока річки Домоткані (басейн Дніпра).

## Опис
Довжина балки приблизно 8,52 км, найкоротша відстань між витоком і гирлом — 7,13 км, коефіцієнт звивистості річки — 1,19. На деяких ділянках балка пересихає.

## Розташування
Бере початок на північно-західній околиці села Дідове. Тече переважно на північний схід понад селом Андріївкою і у присілку села Миколаївки впадає у річку Домоткань, праву притоку річки Дніпра.

## Цікаві факти
- У XIX столітті на балці існував скотний двір[2].